# Astrophysics Data System

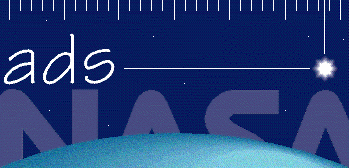
Logotipo da ADS

Astrophysics Data System (ADS) é um banco de dados disponibilizado pela NASA, para bibliografia especializada nas áreas de astronomia e astrofísica. Também engloba publicações sobre física e geofísica, incluindo preprints do sistema ArXiv.